# RTBF

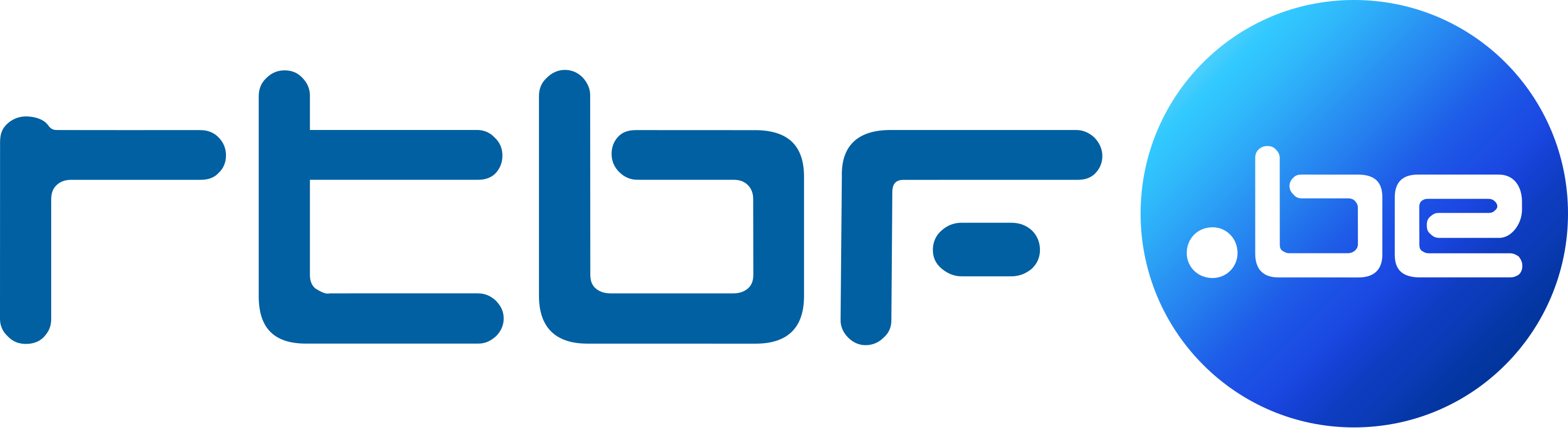
Logo RTBF

RTBF (fr. Radio-Télévision belge de la Communauté française, Belgijskie Radio i Telewizja Wspólnoty Francuskiej, stylizowane na rtbf.be) – belgijski nadawca radiowo-telewizyjny, nadający programy w języku francuskim dla wspólnoty francuskiej zamieszkującej południową część kraju. 
Jej flamandzkojęzycznym odpowiednikiem jest telewizja VRT. RTBF posiada trzy stacje telewizyjne: La Une, La Deux i La Trois oraz kilka stacji radiowych: La Première, RTBF International, VivaCité, Musiq3, Classic21 and PureFM. Siedziba RTBF mieści się w Brukseli. Został założony w 1930 jako narodowy operator radiowy Institut national de radiodiffusion. Od 1960 nosił nazwę Radio-Télévision belge (RTB), a obecna została przyjęta w 1977.